# 皆谷
皆谷（かいや）は、埼玉県秩父郡東秩父村の大字。郵便番号は355-0376（小川郵便局管区）。

## 地理
東秩父村西部に位置する。北で坂本、東で御堂、南で白石、西で皆野町三沢と隣接する。槻川上流域の山間部にあたる。小字として皆谷・新田・山口・森ノ脇・大切・朝日根・小安戸・八重蔵・湯ノ木が挙げられる。大霧山東側の緩傾斜面に沿って民家が散在する山村。東部を北流する槻川に沿って県道11号線が南北に縦貫する。大霧山を中心として南北に縦走する尾根は村界であると同時にハイキングコースとしても整備されている。皆谷の榊は高さ約10 m、幹回り2 m弱の巨木であり、県天然記念物に指定されている。

### 河川
- 槻川 - 都幾川最大の支流。
- 不動沢川
- 草和地沢川
- 鍛冶屋沢川

### 山岳
- 観音山
- 大霧山 - 標高767 m。

## 歴史
古くは平安時代に成立した玉川領武光荘に属したとされる。江戸期は秩父郡に属し、初めは天領だったが、文化9年（1812年）より一部が旗本島田氏の知行になる。嘉永元年（1848年）からは旗本島田氏・川越藩（慶応3年〔1867年〕からは前橋藩）の相給。村高は『武蔵田園簿』で79石余、他に紙舟役300文。「元禄郷帳」では193石余、「天保郷帳」では197石余。『旧高旧領取調帳』では秩父郡代・木村飛騨守支配として150石が、上州前橋藩領として47石余が計上されている。江戸時代には和紙の原料となる楮皮が多く産出された。槻川の河岸に楮皮を流れに晒すための「楮晒小屋」と呼ばれる盧舎が立ち並び、村の女性が季節を問わず足を水に浸けながら作業を行っていた。皆谷村は分水嶺の東側にあるが秩父郡の郡管に属する外秩父十五ヶ村のひとつに数えられている。明治時代に入って1884年（明治17年)には連合戸長役場制により、皆谷村は大内沢村・坂本村・白石村と共に秩父郡坂本村連合戸長役場区域に置かれた。。後の1889年（明治22年）4月1日、町村制施行に伴いこの秩父郡皆谷村連合戸長役場区域の4ヶ村は合併して槻川村となり皆谷村は槻川村の大字皆谷となった。戦後になり1956年（昭和31年）には槻川村が大河原村と合併し東秩父村を新設、東秩父村の大字となった。1947年（昭和22年）のキャサリン台風で被害を受けている。またしばしば霜や雹の害も受けている。

### 地名の由来
山に囲まれた日蔭になる谷間の意に由来する。

### 沿革
- 1812年（文化9年） - 一部が天領から旗本島田氏の知行となる[6]。
- 1848年（嘉永元年） - 川越藩と旗本島田氏の相給となる。
- 1867年（慶応3年） - 川越藩主松平直克の前橋帰城により前橋藩と旗本島田氏の相給となる。
- 1868年（明治元年）6月17日 - 岩鼻県に所属、岩鼻県秩父郡皆谷村となる。
- 1871年（明治4年）
  - 10月28日 - 第1次府県統合により岩鼻県が廃止され、群馬県に編入。
  - 11月14日 - 群馬県の旧岩鼻県で旧武蔵国に当たる地域が入間県に編入、入間県秩父郡皆谷村となる。
- 1872年（明治5年）10月10日 - 大区小区制の施行により第六大区第八小区に属する。
- 1873年（明治6年）6月15日 - 入間県が群馬県と合併し、熊谷県となる。大区小区は南第六大区第八小区に属した。
- 1876年（明治9年）8月21日 - 第2次府県統合により、埼玉県の管轄となる。
- 1878年（明治11年）- 郡区町村編制法により大区小区が廃止され秩父郡に属する。
- 1884年（明治17年）- 連合戸長役場制により秩父郡坂本村連合戸長役場区域に属した。
- 1889年（明治22年）4月1日 - 町村制施行により、秩父郡槻川村の大字皆谷となる。
- 1956年（昭和31年）8月1日 - 槻川村が大河原村と合併し東秩父村を新設、東秩父村の大字となる。

## 世帯数と人口
2015年（平成27年）10月1日現在の世帯数と人口は以下の通りである。
| 大字 | 世帯数  | 人口  |
| ---- | ------- | ----- |
| 皆谷 | 139世帯 | 408人 |

## 交通

### 鉄道
地内に鉄道は引かれていない。下記バス路線を使って小川町駅が利用できる。

### バス
- イーグルバス - 東秩父路線

### 道路
- 埼玉県道11号熊谷小川秩父線
- 埼玉県道361号三沢坂本線

## 施設
- 皆谷農業センター
- 湯の木集落センター
- 小安戸集会所
- 獅子舞センター
- 皆谷児童館
- 皆谷地蔵堂
- 光官寺 - 曹洞宗の仏教寺院[4]。
- 八幡神社
- 若宮八幡神社
- 天児安神社
- 馬頭観世音